# Kellgren (släkt)
Kellgren är en svensk släkt vars äldste kände stamfader Jon levde vid mitten av 1600-talet och hade sonen Sven Jonsson som vid slutet av 1600-talet brukade kaptensbostället Källstorp i Källby socken, Skaraborgs län. 
Släktnamnet Kiellgren antogs troligen efter födelseorten eller födelsesocknen av dennes son, kyrkoherden i Floby, kontraktsprosten Jonas Kiellgren (1701–1771) gift första gången med Johanna Elisabet Beckman, andra gången med Christina Elisabeth von Wulff. Jonas och hans andra maka hade sönerna Jonas och Johan Henric, vilka ändrade släktnamnet till Kellgren. Den senare var skalden och publicisten Johan Henric Kellgren, J.H dog barnlös 1795. Alla släktens nuvarande medlemmar härstammar från dennes äldre bror prosten Jonas Kellgren (1747–1804).
Släkten blev som kändast vid 1800-talets sista hälft till 1900-talets första hälft i och med sjukgymnasten Henrik Kellgren och hans släktingars framgångar runt om i Europa.
Ättlingar till skaldens äldre bror sägs föra skaldens vapen.
Den 31 december 2022 fanns det totalt 276 personer i Sverige med namnet Kellgren, observera att alla möjligtvis inte tillhör denna släkt.
Ingifte och släktskap med kända släkter:
- 1700-tal, Aminoff, von Rechenberg, von Wulff
- 1800-tal och 1900-talets första hälft, Areskoug, Cyriax, de Yakovlev, Hamilton (nr. 86), Maykov, Ulfsparre (nr. 9)

Personer ur släkten:
- Sven Jonsson, lantbrukare i Källby socken
- Jonas Kiellgren (1701–1771), kontraktsprost, kyrkoherde i Floby
- Jonas Kellgren (1747–1804), prost i Skatelöv
- Johan Henric Kellgren (1751–1795), skald, publicist, Svenska Akademiens förste direktör (stol 4), grundare till Stockholms-Posten
- Jonas Henrik Kellgren (1792–1877), kapten vid Hallands Bataljon
- Henrik Kellgren (1837–1916), sjukgymnast, företagare, drev praktik i bland annat London, Paris, Gotha
- Arvid Ludvig Kellgren (1856–1944), sjukgymnast
- Patrik Anton Teodor Kellgren (1840–1925), godsägare
- Per Henry Theodor Kellgren (1886–1954), svensk militär, generallöjtnant
- Jonas Henrik "Harry" Kellgren (1874–1919), svensk läkare, främst verksam i Storbritannien
- Jonas Henrik Kellgren (1911–2001), svensk-brittisk läkare, första professorn i reumatologi i Storbritannien vid universitetet i Manchester
- Johan ”Kell” Kellgren Areskoug (1906-1996), svensk häcklöpare, OS medaljör. Sjukgymnast enligt Kellgrens manuella metod.
- Stig Arvid Kellgren Areskoug (1920-2008), svensk militär, överste av första graden.
- Jessica Kellgren-Fozard (1989–), brittisk mediapersonlighet